# 毛叶川滇蔷薇
毛叶川滇蔷薇（学名：Rosa soulieana var. yunnanensis）为蔷薇科薔薇屬下的一个变种。

## 扩展阅读
- 維基物種上的相關：毛叶川滇蔷薇